# Tarière de Pressler
Pour les articles homonymes, voir Pressler.

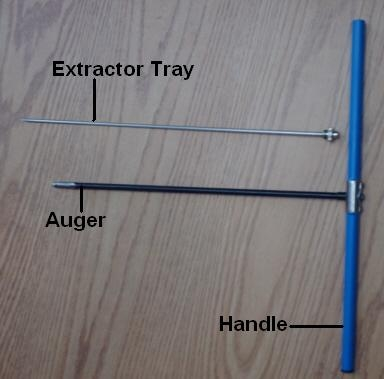
Tarière de Pressler

Une tarière de Pressler ou sonde de Pressler, (inventée en Allemagne en 1867 par un forestier allemand, Maximilian Robert Pressler, le zuwachsbohrer mais fabriquée en Suède), est un outil spécialisé utilisé pour extraire une carotte de tissu de bois d'un arbre vivant, avec des dommages relativement mineurs pour la plante . L'outil se compose d'une poignée, d'une mèche et de la cuillère qui rentre dans la tarière. Cette dernière est généralement fabriquée en acier au carbure. La tarière est le plus souvent utilisée par les forestiers, les chercheurs et les scientifiques pour déterminer l'âge d'un arbre, discipline nommée dendrochronologie. L'opération permet à l'utilisateur de compter les anneaux de croissance dans la carotte d'échantillon, pour révéler l'âge de l'arbre examiné et son taux de croissance. Après utilisation, l'outil se démonte : la mèche et la cuillère s'insèrent dans la poignée, ce qui le rend très compact et facile à transporter. 

## Utilisation

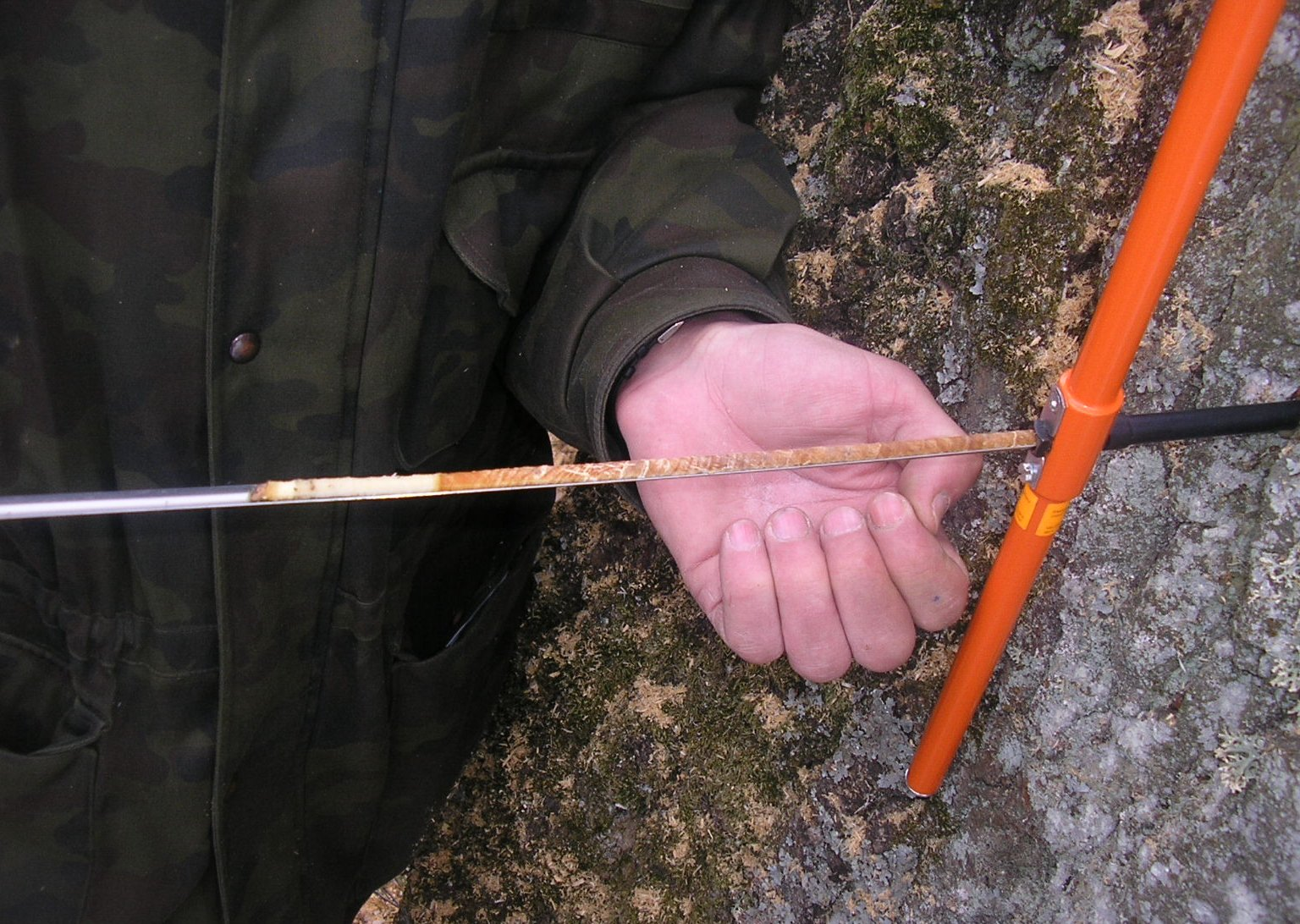
Un échantillon de carotte extrait

L'utilisation efficace de la tarière de Pressler nécessite une formation spécialisée. Les échantillons sont prélevés à hauteur de souche ou de tronc, selon l'objectif de l'utilisateur ; pendant l'utilisation, la mèche doit être bien lubrifiée, ce qui facilite son utilisation et l'empêche de se coincer dans le bois.

## Entretien
Comme pour tout autre outil, la tarière de Pressler doit être correctement entretenue pour la maintenir en bon état de fonctionnement; elle doit être soigneusement nettoyée après chaque utilisation et séchée avant le stockage. Des kits d'affûtage sont disponibles et doivent être utilisés régulièrement, si possible avant lorsque ces mèches deviennent ternes. 

## Les types
Elles viennent en différentes longueurs et diamètres et ont différents types de filets. Les diamètres les plus courants sont les foreurs de 4, 4,3 et 5,15 millimètres . Il existe deux types différents, à savoir: deux et trois filets. Le type à deux filets est plus approprié pour les bois durs, car il coupe à un rythme plus lent, ce qui applique plus de couple. Il s'ensuit alors que la tarière à trois filets pénétrera le bois plus rapidement que la première. 